# Château de Panat
Ne doit pas être confondu avec le Château du marquis de Panat à l'Isle Jourdain (Gers)
Le château de Panat est situé à Panat, sur la commune de Clairvaux-d'Aveyron dans le département français de l'Aveyron, en région Occitanie.

## Histoire

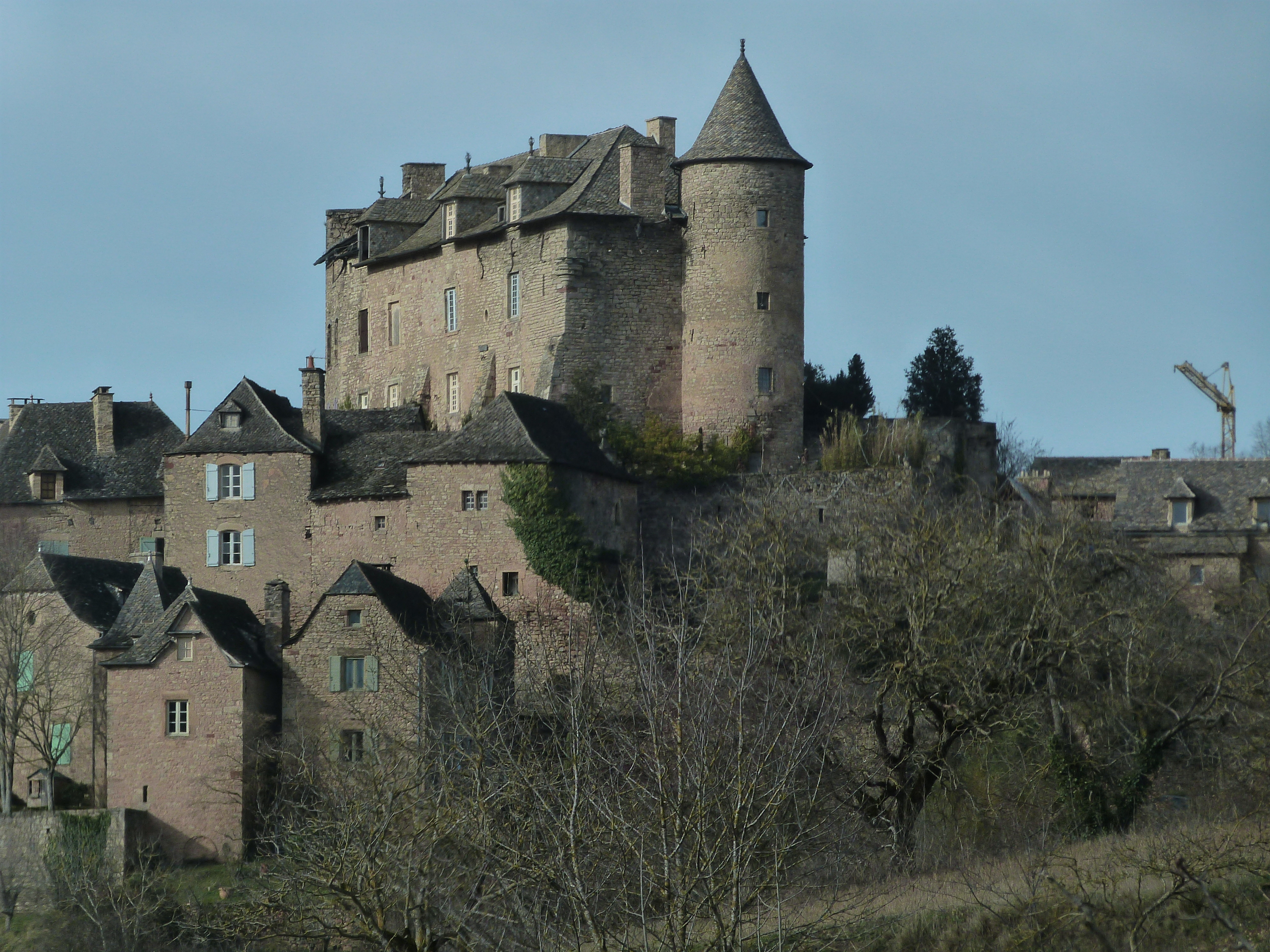
Château de Panat.

La plus ancienne allusion au château de Panat se trouve dans le cartulaire de Conques: en 1062, Albouin, fils du roi Harald d'Angleterre, s'y arrêta et fut reçu par le seigneur (senior) du château (castrum) de Panat.
Les fondations, les murs et les voûtes de l'étage inférieur du château actuel datent du Moyen Âge. Il y a eu toutefois des modifications, d'abord au XVIe siècle (dont une poivrière qui donne sur le vallon), et ensuite au  début du XVIIIe siècle, quand une travée avec de grandes fenêtres fut construite entre le corps du château et le clocher de l'église paroissiale. Un grand escalier intérieur aux balustres en bois fut construit, des grandes fenêtres furent percées du côté du vallon, et, un peu avant la Révolution, une porte ornée des armes des Panat fut insérée dans la façade qui donne sur le jardin. Vers 1890, lors de la démolition d'une maison romane proche du château, une porte romane en damier provenant de cette maison fut insérée côté jardin.
Adossée au château sont le clocher et les ruines d'une église romane :

« L’église de Panat, située dans le canton de Marcillac, arrondissement de Rodez, est fort ancienne, et sa fondation date de plus de huit cents ans. »

écrivait monsieur le comte d’Adhémar en 1808 à Guillaume-Baltasard Cousin de Grainville, évêque de Cahors. Il y a apparence qu’elle était primitivement une chapelle du château, et que plus tard on l’a allongée pour en faire une église paroissiale." (Livre de la Paroisse de Panat, p. 1.).
L'ancienne chapelle castrale et le  château ont été inscrits monument historique le 6 mai 1965.

## Architecture
Le château de Panat qui présentait une échauguette dont ne subsiste que la base est flanqué d'une tour circulaire.
La façade principale donne sur le vallon de Clairvaux ; l'autre élévation donne sur une terrasse reliée à un petit jardin.
L'église à nef unique possède un clocher carré.

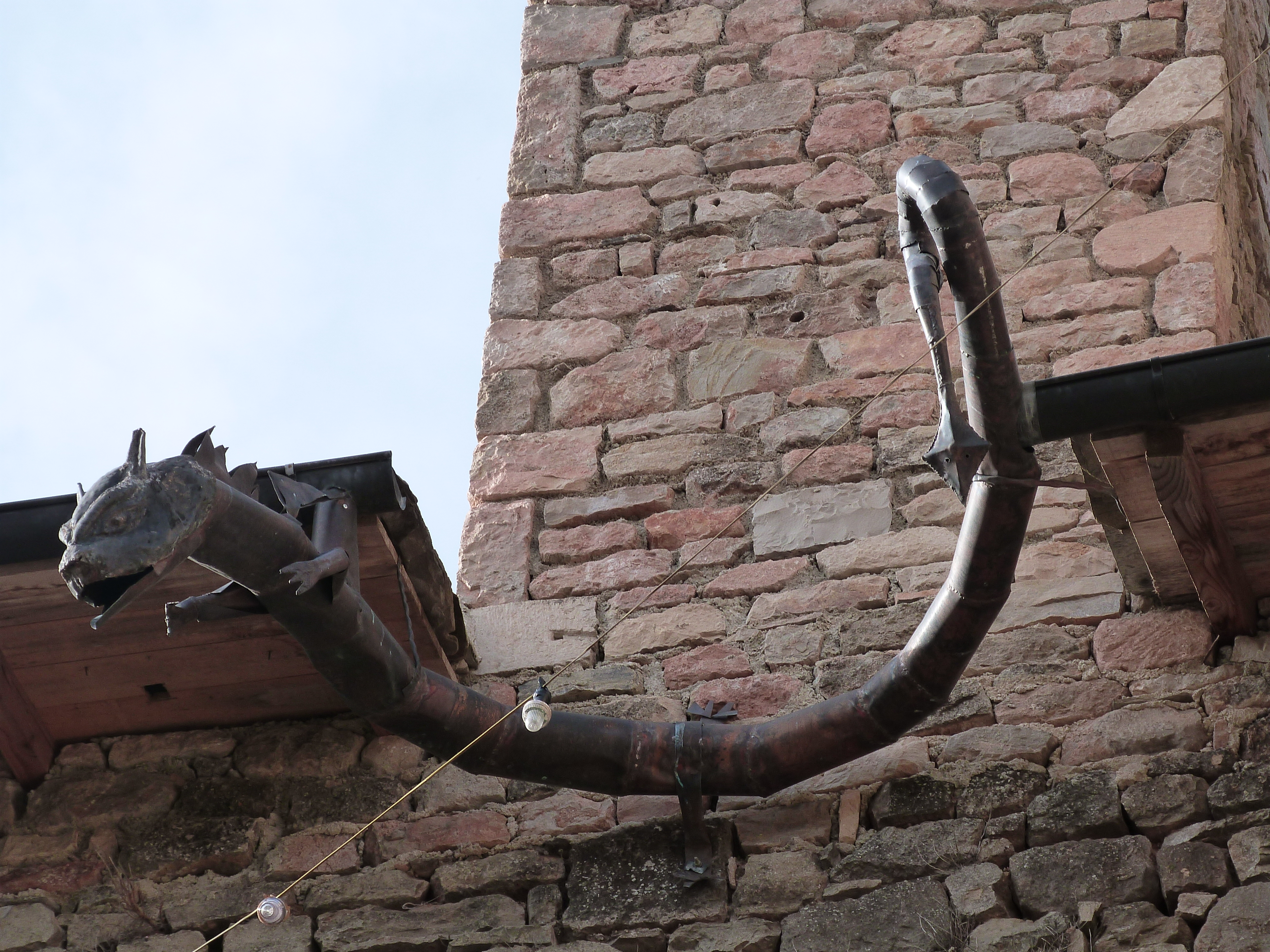
Décor de gouttière au château de Panat.

## Familles

### Co-seigneurs
En vertu du fameux Paréage de 1316 entre Philippe V le Long et les coseigneurs de Panat, alors Gui de Séverac, Bertrand de Balaguier, Aymon de Panat, Guillaume de Calmont et Bertrand de Méjanel.

### Famille de Panat-Capdenaguet
Louise de Panat, co-seigneuresse de Panat, épouse de Jean de Castelnau.

### Famille de Buscaylet
Charles de Buscaylet seigneur de La Bosque puis de Panat, Capdenaguet, Balsac, Gradels, Cayla, Bruéjouls, Fijaguet, Nuces, Souyry... épouse en janvier 1603 Louise de La Soulière fille de Noël de La Soulière d'Aubin, co-seigneur d'Aubin et Madeleine de Panat-Capdenaguet et filleule et héritière de Louise de Panat sa tante trois fois veuve sans enfants, dame de Capdenaguet, seigneuresse en partie de Panat et chef de la maison de Panat-Capdenaguet. Par la suite, Charles réunit entre ses mains la totalité de la seigneurie de Panat.

### Famille de Fontanges
Pierre-Jean de Fontanges épouse le 9 janvier 1623 Louise de Buscaylet, fille de Charles. Assistaient à ce contrat : François de Fontanges, seigneur d'Auberoque, frère du futur ; Guillaume de la Calmontie ; Jacques de Planhes, sieur del Teil ; Jean de Cat de Cocural, beau-frère du futur ; Louise de Panat ; Charles de Cassagnes Beaufort, sieur du Cayla, Flars et Centrès ; Jacques de Bénavent, sgr de Vinissan ; Bernardin de Rey, sieur de Solacrup ; Jacques de Buscaylet, sieur de la Bosque, et Guillaume de Buscaylet, avocat, frères du seigneur de Panat. Celui-ci donne à sa fille et à son futur mari la moitié de tous ses biens, se réservant l'usufruit et les créances sur autrui ; sa femme de même. On donne aux futurs le château de Capdenaguet avec les rentes sur les villages de Balsac, Capdenaguet, Bruéjouls. S'ils préfèrent résider au château de Panat, ils jouiront des rentes sur Fijaguet, Nuces, Gradels, Souyry. Quant au futur, son frère lui constitue 18 000 livres léguées par leur père. Bayer, notaire de Panat. Extrait par Auzouy, notaire de Valady, archives du château de Panat.

### Famille d'Adhémar
Delphine de Fontanges, fille de Pierre-Jean épouse le 14 avril 1648 René-Marc d'Adhémar, seigneur de Saint-Cirgues. Dont descendance.